# Dimas Teixeira
Dimas, właśc. Dimas Manuel Marques Teixeira (ur. 16 lutego 1969 w Johannesburgu, RPA), piłkarz portugalski grający na pozycji środkowego obrońcy.

## Kariera klubowa
Dimas rozpoczął piłkarską karierę w klubie Académica Coimbra. W jej barwach zadebiutował w wieku 18 lat, w 1987 roku w pierwszej lidze portugalskiej. W 1988 roku spadł z nią z ligi i jeszcze przez rok występował w drugiej lidze. W 1990 roku Dimas przeszedł do Estreli Amadora, wracając tym samym do ekstraklasy. Po dwóch latach spędzonych w tym zespole Dimas zmienił barwy klubowe i został piłkarzem Vitórii Guimarães, w której także występował przez 2 sezony. W 1994 roku był już graczem ówczesnego mistrza kraju, Benfiki Lizbona. W jej barwach swój pierwszy sukces w karierze, którym było wywalczenie Pucharu Portugalii w 1996 roku. Z Benficą grał także w rozgrywkach Ligi Mistrzów, Pucharu UEFA a także Pucharu Zdobywców Pucharów.
Zimą 1997 roku Dimas trafił do Juventusu. Do turyńskiego zespołu ściągnął go Marcello Lippi i w rundzie wiosennej sezonu 1996/1997 Portugalczyk miał pewne miejsce w wyjściowej jedenastce i wywalczył mistrzostwo Włoch (17 meczów). W 1998 roku powtórzył ten sukces, ale był już tylko rezerwowym obrońcą dla Paolo Montero czy Marka Iuliano.
Zimą 1998 po rozegraniu zaledwie jednego meczu w Serie A w rundzie jesiennej Dimas przeniósł się do tureckiego Fenerbahçe SK, z którym zajął 3. miejsce w lidze. Sezon 1999/2000 to z kolei gra w belgijskim Standardzie Liège, ale w barwach tego klubu wystąpił zaledwie 13 razy. W 2000 roku Dimas wrócił do ojczyzny i został graczem Sportingu. W sezonie 2000/2001 zajął 3. miejsce w Portugalskiej Superlidze, ale nie był podstawowym zawodnikiem i przegrał rywalizację w składzie z Ruiem Jorge. W sezonie 2001/2002 zagrał 2 mecze w Sportingu, po czym przeszedł do francuskiego Olympique Marsylia i po 5 rozegranych spotkaniach w Ligue 1 zakończył piłkarską karierę w wieku 33 lat.
| Sezon                              | Klub                               | Kraj                               | Rozgrywki                          | Mecze | Bramki |
| ---------------------------------- | ---------------------------------- | ---------------------------------- | ---------------------------------- | ----- | ------ |
| 1988/89                            | Académica Coimbra                  | Portugalia                         | Superliga                          | 32    | 1      |
| 1989/90                            | Académica Coimbra                  | Portugalia                         | Liga de Honra                      | 24    | 7      |
| 1990/91                            | Estrela Amadora                    | Portugalia                         | Superliga                          | 32    | 2      |
| 1991/92                            | Estrela Amadora                    | Portugalia                         | Liga de Honra                      | ?     | ?      |
| 1992/93                            | Vitória SC                         | Portugalia                         | SuperLiga                          | 27    | 1      |
| 1993/94                            | Vitória SC                         | Portugalia                         | SuperLiga                          | 33    | 1      |
| 1994/95                            | SL Benfica                         | Portugalia                         | SuperLiga                          | 30    | 1      |
| 1995/96                            | SL Benfica                         | Portugalia                         | SuperLiga                          | 30    | 2      |
| 1996/97                            | SL Benfica                         | Portugalia                         | SuperLiga                          | 8     | 0      |
| 1996/97                            | Juventus F.C.                      | Włochy                             | Serie A                            | 17    | 0      |
| 1997/98                            | Juventus F.C.                      | Włochy                             | Serie A                            | 21    | 0      |
| 1998/99                            | Juventus F.C.                      | Włochy                             | Serie A                            | 1     | 0      |
| 1998/99                            | Fenerbahçe SK                      | Turcja                             | Superliga                          | 23    | 4      |
| 1999/00                            | Fenerbahçe SK                      | Turcja                             | Superliga                          | 1     | 0      |
| 1999/00                            | Standard Liège                     | Belgia                             | Eerste Klasse                      | 13    | 0      |
| 2000/01                            | Sporting CP                        | Portugalia                         | SuperLiga                          | 8     | 2      |
| 2001/02                            | Sporting CP                        | Portugalia                         | SuperLiga                          | 2     | 0      |
| 2001/02                            | Olympique Marsylia                 | Francja                            | Ligue 1                            | 5     | 0      |
| Łącznie w portugalskiej SuperLidze | Łącznie w portugalskiej SuperLidze | Łącznie w portugalskiej SuperLidze | Łącznie w portugalskiej SuperLidze | 202   | 10     |
| Łącznie w Serie A                  | Łącznie w Serie A                  | Łącznie w Serie A                  | Łącznie w Serie A                  | 39    | 0      |
| Łącznie w tureckiej SuperLidze     | Łącznie w tureckiej SuperLidze     | Łącznie w tureckiej SuperLidze     | Łącznie w tureckiej SuperLidze     | 24    | 4      |
| Łącznie w Jupiler League           | Łącznie w Jupiler League           | Łącznie w Jupiler League           | Łącznie w Jupiler League           | 13    | 0      |
| Łącznie w Ligue 1                  | Łącznie w Ligue 1                  | Łącznie w Ligue 1                  | Łącznie w Ligue 1                  | 5     | 0      |

## Kariera reprezentacyjna
W reprezentacji Portugalii Dimas zadebiutował 15 sierpnia 1995 roku w wygranym 7:0 meczu z Liechtensteinem. W 1996 roku został powołany do kadry na Mistrzostwa Europy w Anglii, na których był podstawowym zawodnikiem i zagrał we wszystkich 4 meczach, także w przegranym 0:1 meczu ćwierćfinałowym z Czechami. W 2000 roku Dimas zaliczył swój drugi wielki turniej – Euro 2000. Tam także zagrał w 4 meczach – 2 grupowych oraz ćwierćfinale z Turcją (2:0) oraz półfinale z Francją (1:2 po dogrywce). Ogółem w reprezentacji Portugalii Dimas wystąpił w 44 meczach.

## Kariera trenerska
18 sierpnia 2018 został asystentem trenera Karpat Lwów.